# Tinea strophiota
Tinea strophiota is een vlinder uit de familie van de echte motten (Tineidae). De wetenschappelijke naam van de soort werd in 1911 gepubliceerd door Edward Meyrick. De typelocatie is "Nilgiris", India.